# 戶川夏也
戶川夏也（日語：とがわ なつや，1966年—），日本的男性色情片演員。本名糸川勝也，畢業於島根縣立江津工業高等學校、日本體育大學摔角學部。特徵是蓄有落腮鬍，身材壯碩，其陰莖長且粗，硬度夠，演出中最常見到的就是他在戴上保險套的時候刻意彎曲陽具的角度，讓陽具反彈撞到自己的肚皮上發出「啪啪啪」的聲音，被稱為「會反彈的陽具」，有「色情界第一巨根」的美稱。除了色情片演員的職業外，他還是一名業餘的摔角選手，在2011年以全日本マスターズ選手權Ｃ部分(46～50歳)85kg級的身份出場，有不錯的結果。此外，他也曾經參與過男同性恋色情片的拍攝。

## 關連項目
- 男性色情片演員